# Brachyhypopomus beebei
Brachyhypopomus beebei es una especie del género de peces eléctricos de agua dulce Brachyhypopomus, cuyos integrantes son denominados comúnmente bombillas. Pertenece a la familia Hypopomidae del orden Gymnotiformes. Se distribuye en aguas templado-cálidas y cálidas del norte y centro-norte de América del Sur. La especie alcanza una longitud total de 35 cm.

## Taxonomía
Esta especie fue descrita originalmente en el año 1944 por el ictiólogo Leonard Peter Schultz bajo el nombre científico de: Hypopomus beebei.
Localidad tipo
- «Caripito, Estado Monagas, Venezuela.»

Etimología
Brachyhypopomus viene del griego, donde brachys significa 'corto', hipo significa 'bajo', y poma significa 'cubierta'. 

## Distribución y hábitat
Esta especie se distribuye desde los drenajes atlánticos de las Guayanas, en las cuencas del Orinoco y del Amazonas en Venezuela, Colombia, Ecuador, Perú, Bolivia, Brasil hasta la cuenca del Plata en el Paraguay.
Habita en aguas de clima tropical o subtropical, asociada a vegetación flotante, y se alimenta de insectos y crustáceos.